# Joseph Bernardin
Pour les articles homonymes, voir Bernardin.
Joseph Bernardin, né le 2 avril 1928 à Columbia en Caroline du Sud (États-Unis) et décédé le 14 novembre 1996 à Chicago (États-Unis), est un prêtre catholique  et cardinal américain, qui fut archevêque de Chicago de 1982 à sa mort. Écrivain spirituel il laissa d'importants écrits de réflexion sur des problèmes de société. 

## Biographie

### Prêtre
Joseph Bernardin est ordonné prêtre le 26 avril 1952 pour le diocèse de Charleston en Caroline du Sud.

### Évêque
Nommé évêque auxiliaire d'Atlanta en Géorgie le 9 mars 1966 avec le titre d'évêque in partibus de Lugura (de), il est consacré le 26 avril suivant, à l'âge de 38 ans.
Il se retire de cette charge le 5 avril 1968.
Le 21 novembre 1972, il est nommé archevêque de Cincinnati dans l'Ohio avant de devenir archevêque de Chicago dans l'Illinois le 8 juillet 1982.
Barack Obama dit de lui qu'il avait subi son influence quand il était à Chicago : « [Il] était fortement 'pro-vie'. Ne s'en cachant pas il était très cohérent et s'exprimait sur un éventail de questions liées à son option 'pro-vie'. Ce qui signifie qu’il était préoccupé par la pauvreté, par la façon dont les enfants étaient traités, par la peine de mort, par la politique étrangère. »

### Cardinal
Joseph Bernardin est créé cardinal par le pape Jean-Paul II lors du consistoire du 2 février 1983 avec le titre de cardinal-prêtre de Gesù Divin Lavoratore.

## Abus sexuels
Joseph Bernardin a mis en place des réformes afin de lutter contre les agressions sexuelles par des membres de l'église et a expulsé certains prêtres coupables d'abus sexuels. Mais il lui est aussi reproché d'avoir protégé certains prêtres coupables d'agressions sexuelles. Ainsi il n'a pas engagé de procès canonique à l'égard du prêtre Norbert Maday. Informé des abus du prêtre John Curran en 1990, il a laissé celui-ci travailler auprès d'enfants jusqu'en 1995. William J. O'Brien est maintenu comme prêtre alors qu'il est accusé du viol d'une religieuse et d'agression d'un séminariste. »